# Марјан Рејевски
Марјан Адам Рејевски (пољ. Marian Adam Rejewski, 16. август 1905 — 13. фебруар 1980) био је пољски математичар и криптолог који је 1932. године реконструисао нацистичку војну машину за шифровање — Енигму. Криптолошки успеси Рејевског и његових колега Јежија Ружицког и Хенрика Зигалског омогућили су Британцима да читају немачке поруке енкриптоване Енигмом на почетку Другог светског рата, седам година након што је Рејевски првобитно реконструисао машину. Обавештајни подаци добијени дешифровањем непријатељских радио и телепринтерских порука чинили су део онога што је добило кодни назив Ултра и допринели, можда пресудно, поразу Нациста.
Док је студирао математику на Универзитету у Познању, 1929. године Рејевски је присуствовао тајном курсу криптологије који је држао Биро за шифре Пољског генералног војног штаба, којем се придружио у септембру 1932. године. Биро није имао успеха у читању порука шифрованих Енигмом и поставили су Рејевског да ради на том проблему крајем 1932. године. Рејевски је након само неколико недеља открио тајне унутрашње електричне водове машине. Рејевски и још две колеге су затим развили успешне технике за регуларно дешифровање порука шифрованих Енигмом.
Пет недеља пре инвазије Немачке на Пољску 1939. године, Рејевски и његове колеге представиле су своја достигнућа француској и британској обавештајним представницима позваним у Варшаву. Убрзо након почетка рата, пољски криптолози су евакуисани у Француску, где су наставили да разбијају Енигмом шифроване поруке. Они и њихова помоћна служба поново су били приморани да се евакуишу након пада Француске јуна 1940. године, а неколико месеци касније наставили су са радом на тајном задатку у Вишијевској Француској. Након што је Немачка окупирала француску „слободну зону” у новембру 1942. године, Рејевски и Зигалски побегли су преко Шпаније, Португалије и Гибралтара у Британију. Тамо су се запослили у Пољским оружаним снагама и радили су на решавању нискоквалитетних немачких шифара.
Након рата, Рејевски се поново ујединио са својом породицом у Пољској, а радио је као рачуновођа. Две деценије је ћутао о свом предратном и ратном криптолошком раду како би избегао негативну пажњу совјетске владе; прекинуо је ћутање 1967. године када је Пољском војном историјском институту доставио своје мемоаре о свом раду у Бироу за шифре. Умро је у 74. години од срчаног удара, а покопан је са војним почастима на Варшавском војном гробљу Повазки.

## Младост
Марјан Рејевски рођен је 16. августа 1905. године у Бромбергу (данашњи Бидгошч) као син Јозефа и Матилде, рођене Томс. Након што је завршио средњу школу, почео је студије математике на Математичком институту на Универзитету у Познању, смештеном у Познањском дворцу.
Непосредно пре завршетка студија 1929. године, Рејевски је почео да похађа тајни курс криптологије који је отворен 15. јануара, а организован је за одабране студенте математике који говоре немачки језик од стране Бироа за шифре Пољског генералног војног штаба уз помоћ професора са института. Курс је спроведен изван кампуса у војном објекту и, како је Рејевски открио у Француској 1939. године, „био је у потпуности и дословно базиран” на књизи француског пуковника Марсела Живјержа из 1925. године, Cours de cryptographie. Рејевски и његове колеге студенти Хенрик Зигалски и Јежи Ружицки били су међу ретким који су могли да испрате курс балансирајући га са захтевима њихових нормалних студија.
Првог марта 1929. године, Рејевски је завршио мастер студије из области математике. Неколико недеља након завршетка студија, а пре завршетка курса криптологије Бироа за шифре, Рејевски је започео прву годину двогодишњег курса актуарске статистике у Гетингену, Немачка. Овај курс није завшрио јер, док је био код куће током лета 1930. године, прихватио је понуду професора Криговског и постао асистент математике на Универзитету у Познању. Такође је почео да ради скраћено радно време у Бироу за шифре, који је до тада успоставио базу у Познању како би дешифровали пресретнуте немачке радио поруке. Радио је око дванаест сати недељно у близини Математичког института у подземној просторији коју су у шали називали „Црном комором”.
Огранак Бироа за шифре у Познању био је распуштен у лето 1932. године. У Варшави су се 1. септембра 1932. године Рејевски, Зигалски и Рожицки придружили Бироу за шифре као цивилни службеници радећи у згради Генералштаба (Саксонски дворац). Њихов први задатак био је да реше шифру од четири слова коју користи Кригсмарине (немачка ратна морнарица). Напредак је у почетку био спор, али је убрзан након што је пресретена тестна размена, која се састојала од сигнала са шест група, након чега је уследио одговор са четири групе. Криптолози су тачно погодили да је први сигнал било питање „Које године је рођен Фридрих Велики?”, након чега је уследио одговор „1712”.
Рејевски се 20. јуна 1934. године оженио Иреном Маријом Левандовском, кћерком успешног зубара. Пар је имао двоје деце: сина Анджеја рођеног 1936. године и кћерку Јанину рођену 1939. године. Јанина је касније постала математичарка као и њен отац.

## Енигма
Енигма је била електромеханички уређај, опремљен тастатуром са 26 слова и 26 лампица, које су одговарале словима енглеског алфабета. Унутра се налазио сет ожичњених ваљака (ротори и рефлектор) који су шифровали унос. Уређај је користио плагборд за замену парова слова, а шифровање се разликовало од једног притиска на дугме до другог. Како би два оператора могла комуницирати, обе Енигме морале су бити подешене на исти начин. Велики број могућности за постављање ротора и плагборда који су комбиновани како би направили астрономски број конфигурација, као и свакодневно мењање подешавања, створило је потребу за разбијањем шифре сваки дан изнова.
Пре 1932. године, Биро за шифре је успео решити ранију верзију Енигме која је функционисала без плагборда, али је био неуспешан са Енигмом I, новом стандардном немачком машином за шифровање која је имала широку употребу. Крајем октобра или почетком новембра 1932. године, шеф немачке секције Бироа за шифре, капетан Максимилијан Чешки, наредио је Рејевском да самостално ради на немачкој машини Енигма I неколико сати дневно; Рејевски није смео рећи својим колегама шта је радио.

## Решавање ожичења
Како би декриптовали Енигмине поруке, биле су потребне три информације: (1) генерално разумевање како Енигма функционише; (2) ожичење ротора и (3) дневна подешавања (редослед и оријентације ротора, као и везе прикључака на плагборду). Рејевски је имао само прву информацију на располагању, на основу информација које је прибавио Биро за шифре.
Рејевски се прво позабавио проблемом откривања ожичења ротора. Како би то урадио, према историчару Дејвиду Кану, савладао је употребу чисте математике у криптоанализи. Претходне методе су у великој мери искористиле језичке обрасце и статистику текстова на природном језику — анализа фреквенције слова. Рејевски је применио технике из теорије група — теореме о пермутацијама — у свом нападу на Енигму. Ове математичке технике, у комбинацији са материјалом које је обезбедио Густаве Бертранд, шеф француске радио-обавештајне службе, омогућиле су му да реконструише унутрашње водове ротора машине и неротирјаући рефлектор. „Решење”, пише Кан, „било је задивљујуће достигнуће Рејевског, које га подиже на пантеон највећих криптоаналитика свих времена.” Рејевски је користио математичку теорему која каже да су две пермутације коњуговане ако и само ако имају исту структуру циклуса, коју је професор математике и коаутор књиге Cryptologia Сајфер А. Деворс описао као „теорему која је победила у Другом светском рату”.
Пре него што је примио француски обавештајни материјал, Рејевски је пажљиво проучио поруке шифроване Енигмом, посебно првих шест слова порука пресретнутих у једном дану. Због сигурности, свака порука шифрована је коришћењем различитих позиција ротора, које је изабрао оператор. Ова поставка поруке била је дуга три слова. Да би га пренео оператеру примаоцу, оператер који шаље поруку почињао би слање слањем поруке у прикривеном облику — индикатор од шест слова. Индикатор је формиран коришћењем Енигме са својим роторима постављеним на заједничку глобалну поставку за тај дан, означавану као „основна поставка”, коју су делили сви оператори. Посебан начин на који је индикатор конструисан представља слабост у шифри.
Претпоставимо, на пример, да је оператор изабрао поставку поруке KYG за поруку. Оператор би прво поставио Енигмин ротор на основну поставку, која би могла бити GBL тог одређеног дана, а затим би шифровао поставку поруке два пута на Енигми; то јест, оператор би укуцао KYGKYG (што би могло да се шифрује у нешто као QZKBLX). Оператор би затим испремештао роторе на KYG и шифровао стварну поруку. Оператор прималац је могао да преокрене процес да би прово повратио поставку поруке, а затим и саму поруку. Понављање поставке поруке је очигледно значило проверу грешке како би се откриле сметње, али то је имало непредвиђен ефекат увеличавања слабости шифре. Због понављања поставке поруке, Рејевски је знао да су у отвореном тексту индикатора прво и четврто слово исти, затим друго и пето, као и треће и шесто. Ови односи могли су се искористити за проваљивање шифре.
Рејевски је проучавао те повезане парове слова. На пример, ако би постојале четири поруке које су имале следеће индикаторе истог дана: BJGTDN, LIFBAB, ETULZR, TFREII, онда би. гледајући парове првог и четвртог слова сваког сета, знао да су одређени парови слова повезани. B је било повезано са T, L је било повезано са B, E је било повезано са L, T је било повезано са E: (B,T), (L,B), (E,L) и (T,E). Да је имао довољно различитих порука за рад, могао је изградити читаве секвенце односа: слово B било је повезано са T, које је било повезано са E, које је било повезано са L, које је било повезано са B (види дијаграм). Ово је био „циклус од 4”, пошто су била потребна четири скока да ви се вратило на почетно слово. Други циклус истог дана могао је бити A{\displaystyle \rightarrow }F{\displaystyle \rightarrow }W{\displaystyle \rightarrow }A, или „циклус од 3”. Ако би било довољно порука на одређени дан, сва слова абецеде могла су бити покривена различитим циклусима различитих величина. Циклуси би били конзистентни за један дан, а затим би прешли на други скуп циклуса следећег дана. Слична анализа се може урадити за друга и пета слова, као и за трећа и шеста слова, идентификујући циклусе у сваком случају и број корака у сваком циклусу.
Енигмини оператори су такође имали тенденцију да изаберу предвидљиве комбинације слова као индикаторе, као што су иницијали девојака или шаблони које су видели на Енигминој тастатури. Они су савезницима постали познати као „Cillies” („Sillies” погрешно написано, а што значи „тупани”). Користећи тако добијене податке из проучавања циклуса и употребе предвидивих индикатора, Рејевски је био у стању да закључи шест пермутација које одговарају шифровању на шест узастопних позиција Енигме. Ове пермутације могу се описати са шест једначна са различитим непознатим, које представљају ожичење унутар једног ваљка, ротора, рефлектора и плагборда.

### Помоћ Француза
У овом тренутку, Рејевски је наишао на потешкоће због великог броја непознатих у скупу једначина које је развио. Касније је 1980. године коментарисао да још није познато да ли је такав скуп од шест једначина решљив без додатних података. Али њему су помогли криптографски документи које је Секција Д Француске војне обавештајне службе (Deuxième Bureau), под будућим генералом Густавеом Бертрандом, добио и проследио пољском Бироу за шифре. Документи, које је набавио шпијун у Немачкој криптографској служби, Ханс-Тило Шмидт, садржавали су поставке Енигме за месеце септембар и октобар у 1932. години. Око 9. или 10. децембра 1932. године, документи су дати Рејевском. Омогућили су му да смањи број непознатих и реши ожичење ротора и рефлектора.
Међутим, постојала је још једна препрека. Војна Енигма је модификована из комерцијалне Енигме, о којој је Рејевски имао конкретан пример за проучавање. У комерцијалној машини, тастери су били повезани са улазним ваљком у редоследу немачке тастатуре („QWERTZU...”). Међутим, у војној Енигми, везе су уместо тога биле ожичене абецедним редом: „ABCDEF...”. Овај нови редослед ожичења ометао је британске криптологе који су радили на Енигми, јер су одбацивали „ABCDEF...” ожичење као превише очигледно. Рејевски, можда вођен интуицијом о немачкој склоности према реду, једноставно је претпоставио да је ожичење у нормалном алфабетном реду. Касније се присетио да, након што је направио ову претпоставку, „из моје оловке, као магијом, почели су да излазе бројеви који означавају везе у ротору N. Тако су везе у једном ротору, десном ротору, напокон биле познате.”
Поставке које је обезбедила Француска обавештајна служба покривале су два месеца која су обухватала период промене редоследа ротора. Други ротор је други пут био на десној позицији, тако да су се ожичења два ротора могла вратити истом методом. Рејевски се касније присетио: „Проналажење [ожичења] у трећем ротору, а посебно ... у [рефлектору], сада није представљало велике потешкоће. Исто тако, није било потешкоћа у утврђивању тачне торзије бочних зидова [ротора] у односу на друге, или у моментима када су се леви и средњи ваљци окренули”. До краја 1932. године пронађена су сва три ротора и рефлектор. Пример поруке у Енигмином приручнику, која пружа отворени текст и одговарајући шифрирани текст произведен коришћењем наведеног дневног кључа и кључа поруке, помогао је да се разјасне неки преостали детаљи.
Било је шпекулација о томе да ли је ожичење ротора могло бити решено без докумената које је доставила Француска обавештајна служба. Рејевски се 1980. године присетио да је пронађен други начин који се могао користити за решавање проблема, али да је метода била „несавршена и досадна” и да се ослањала на шансу. Математичар Џон Лоренс је 2005. године тврдио да би биле потребне четири године да би ова метода имала разумну вероватноћу успеха. Рејевски је раније написао да је „закључак да се обавештајни материјал који нам је достављен треба сматрати одлучујућим за решавање машине”.

## Решавање дневних поставки
Након што је Рејевски одредио ожичење преосталих ротора, почетком 1933. године продружили су му се Ружицки и Зигалски у осмишљавању метода и опреме за рутинско разбијање Енигминих шифри. Рејевски се касније присетио:
Сада смо имали машину, али нисмо имали кључеве и нисмо могли од Бертранда да тражимо да нас сваки месец снабдева овим кључевима... Ситуација се сама променила: раније смо имали кључеве али нисмо имали машину — решили смо машину; сада смо имали машину али нисмо имали кључеве. Морали смо разрадити методе за проналажење дневних кључева.

### Ране методе
Бројне методе и уређаји морали су бити изумљени као одговор на стална побољшања у немачком оперативном поступку и на саму Енигму. Најранији метод за реконструкцију дневних кључева био је „грил”, заснован на чињеници да су прикључке плагборда заменили само шест парова слова, остављајући четрнаест слова непромењено. Следећа је била Рожицкијева метода „сата”, која је понекад омогућавала да се одреди који је ротор био на десној страни Енигме на одређени дан.
Након 1. октобра 1936. године, немачка процедура се променила, а број прикључака на плагборду постао је варијабилан, у распону од пет до осам. Као резултат, „грил” метода постала је знатно мање ефикасна. Међутим, метода која користи каталог карата направљена је око 1934. или 1935. године и била је независна од броја прикључака. Каталог је конструисан помоћу „циклометра” посебног уређаја за израду каталога пермутација којег је Рејевски измислио. Када је каталог био завршен, пермутација се могла погледати у каталогу, дајући поставку Енигминог мотора за тај дан.
Циклометар се састојао од два скупа Енигминих мотора, а коришћен је за одређивање дужине и броја циклуса пермутација које се могу генерисати помоћу Енигме. Чак и са циклометром, припрема каталога је дуг и тежак задатак. Свака позиција Енигма машине (било је 17.576 позиција) морала је бити испитана за сваку могућу секвенцу ротора (било је 6 могућих секвенци); стога је каталог обухватио 105.456 уноса. Припрема каталога трајала је годину дана, али када је била спремна око 1935. године, добијала је дневне кључеве у року од 12 до 20 минута. Међутим, 1. или 2. новембра 1937. године, Немци су заменили рефлектор на својој Енигма машини, што је значило да је читав каталог морао бити прерачунат од нуле. Ипак, до јануара 1938. године Немачка секција Бироа за шифре читала је запањујућих 75% пресретнутих Енигминих порука, а према Рејевском, уз минимално повећање особља ово се могло повећати на 90%.

### Бомбаи листови
Рејевски је 1937. године, заједно са Немачком секцијом Бироа за шифре, пребачен у тајни објекат у близини Пирија у Кабацки шумама јужно од Варшаве. Немци су 15. септембра 1938. увели нова правила за шифровање кључева за поруке (нова „процедура индикатора”), чиме су претходне технике Пољака застареле. Пољски криптоаналитичари брзо су се одазивали са новим техникама. Једна техника је била бомба Рејевског, електрични агрегат од шест Енигми, који је решавао дневне кључеве у року од два сата. Изграђено је шест бомби које су биле спремне за употребу до средине новембра 1938. године. Бомба је искористила чињеницу да прикључци на плагборду нису утицали на сва слова; стога, када је 1. јануара 1939. дошло до друге промене у немачком оперативном поступку, што је повећало број прикључака на плагборду, корисност бомбе била је знатно смањена. Британска бомба, главно оруђе које би се користило за разбијање порука Енигме током Другог светског рата, добила би име, и вероватно била инспирисана пољском бомбом, мада су криптолошке методе које су отеловљене у те две машине биле различите.
Отприлике у исто време кад је настала бомба Рејевског, Хенрик Зигалски је измислио приручну методу „перфорираних листова” („Листови Зигалског”), која није зависила од броја прикључака на плагборду. Рејевски описује конструкцију механизма Зигалског и његово руковање:
За свих двадесет и шест могућих положаја ротора L [левог ротора Енигме] припремљени су прилично дебели папирни листови, обележени словима од „a” до „z”, а на сваком листу је нацртан квадрат, подељен на 51x51 мањих квадрата. Стране, врх и дно сваког великог квадрата (могли би бити и правоуглови) били су обележени словима од „a” до „z”, а затим поново од „a” до „y”. То је био координатни систем у којем су апсцисе и ординате означавале узастопне могуће положаје ротора M [средњег ротора Енигме] и N [десног ротора Енигме], а сваки мали квадрат означавао је пермутације, са или без константих тачака, који одговарају тим положајима. Случајеви са константим тачкама били су перфорирани.
Свака константна тачка морала је бити перфорирана чак четири пута. [...] Када су листови били постављени и померани у правилном редоследу и на одговарајући начин један у односу на други, у складу са [прецизно] дефинисаним програмом, број видљивих отвора се постепено смањивао. И, ако је довољна количина података била на располагању, коначно је остао један отвор, вероватно одговарајући за прави случај, односно за решење. Из положаја отвора може се израчунати редослед ротора, подешавање њихових прстенова, и упоређивањем слова из кључа шифре, са словима у машини, такође S пермутацијом; другим речима, цели кључ шифре.

Међутим, примена и бомбе и Листова Зигалског била је закомпликована још једном променом Енигма машине 15. децембра 1938. године. Немци су обезбедили Енигмине операторе са додатна два ротора како би допунили првобитна три, што је повећало сложеност дешифровања десет пута. Изградња десет пута више бомби (сада је било потребно 60) била је изван могућности Бироа за шифре — толико бомби коштало би колико и петнаест пута више него њихов укупан годишњи буџет за опрему. Две и по недеље касније, почевши од 1. јануара 1939. године, Немци су повећали број прикључака на 7 до 10, што је, по Рејевском, „у великој мери смањило корисност бомби”. Перфорирани листови Зигалског, пише Рејевски, „попут методе каталога карата, били су независни од броја прикључака. Али производња ових листова, [...] у нашим [...] околностима, била је веома дуготрајна, тако да је до 15. децембра 1938. године извршена само једна трећина укупног посла.”

### Информисање Савезника
Када је постало јасно да је рат неизбежан и да су пољски финансијски ресурси недовољни да иду у корак са еволуцијом Енигмине енкрипције (нпр. због превисоког трошка додатних 54 бомби и због потешкоћа Пољака да правовремено израде пуних 60 серија од 26 Листова Зигалског), пољски генералштаб и влада одлучили су увести своје западне савезнике у тајне дешифровања Енигме. Пољске методе откривене су представницима француске и британске обавештајне службе на састанку у Пирију, јужно од Варшаве, 25. јула 1939. године. Француску су представљали Густаве Бертранд и криптолог капетан ваздухопловства Хенри Баракени, док су Британију представљали шеф Владине школе за кодирање и шифру Алстер Денисон, ветеран криптолог Алфред Дилвин Нокс и командант Хамфри Сендвит, пеф одсека који је развио и контролисао станице за пресретање и проналажење смера Краљевске морнарице. Пољски домаћини укључивали су шефа Бироа за шифре Гвида Лангера, шефа Немачког одсека Бироа за шифре Максимилијана Чешког, надзорника Бироа за шифре из генералштаба обавештајне службе Стефан Мајер и три криптолога Рејевског, Ружицког и Зигалског.
Поклон Пољака њиховим западним савезницима у виду Енигмине декрипције, пет недеља пред избијање Другог светског рата није дошао ни тренутак прерано. Информација да је шифру било могуће разбити била је морални потицај за савезничке криптологе. Британци су били у могућности да произведу најмање два комплетна сета перфорираних листова — један су послали у станицу PC Bruno, изван Париза, средином децембра 1939. године — и почели су да читају енигмине поруке неколико месеци након избијања рата.
Без пољске помоћи, британски криптолози би, у најмању руку, знатно одлагали читање Енигме. Хју Себаг-Монтефијоре закључује да би значајна открића везана за шифре Енигме у немачкој војсци и ратном ваздухопловству Британци открили тек након новембра 1941. године, након што су заробљени Енигма и кључни списи, а слично као у Навал Енигми тек крајем 1942. године.
Обавештајни подаци добијени из разбијања напредних немачких шифара, којим су британски и амерички обавештајци дали кодни назив Ултра — потицали су углавном од декриптовања Енигме. Иако је оспораван тачан допринос Ултра података победи Савезника, Козачух и Страшак примећују да се нашироко верује да је Ултра помогла да се рат барем две године раније заврши, а вероватно је спречила Хитлера да победи. Енглески историчар сер Хари Хинзли, који је радио у Блечли парку, такође је оценио да је Ултра „скратила рат за најмање две, а вероватно и за четири године”.

## Повратак у Пољску
Након што су Немци сузбили Варшавски устанак 1944. године, послали су супругу и дете Рејевског на запад, заједно са осталим преживелима из Варшаве; на крају су пронашли уточиште код њених родитеља у Бидгошчу. Рејевски је пуштен из пољске војске у Британији 15. новембра 1946. године. Шест дана касније, вратио се у Пољску како би пронашао своју породицу. По повратку, његов стари професор са Универзитета у Познању, Жђислав Криговски, позвао га је да се запосли на катедри за математику у Познању или Шчећину, у западној Пољској. Рејевски се могао надати брзом напретку због недостатака особља од последица рата. Међутим, још се опорављао од реуматизма који је добио у шпанским затворима. Убрзо након повратка у Пољску, лета 1947. године, његов 11-годишњи син Анджеј преминуо је од дечје парализе након само пет дана болести. Након смрти његовог сина, Рејевски није желео да се раздвоји, чак ни на кратко, од своје супруге и ћерке, тако да су живели у Бидгошчу са супругиним родитељима. Рејевски је добио посао директора департмана за продају у компанији за производњу каблова у Бидгошчу.
Између 1949. и 1958. године, Рејевски је више пута био под истрагом пољске Службе за јавну сигурност, јер се сумњало да је бивши припадник пољских оружаних снага на западу. Пензионисао се 1967. године и преселио се са породицом назад у Варшаву 1969. године у стан који је купио 30 године раније уз финансијску помоћ свог таста.
Рејевски, који је боловао од срчане болести, преминуо је од срчаног удара 13. фебруара 1980. године у 75. години живота, након што се вратио кући из куповине. Сахрањен је са војним почастима на варшавском војном гробљу Повонзки.

## Признања
Пољски председник Александар Квасњевски постхумно је Марјану Рејевском и Хенрику Зигалском доделио пољски други највиши цивилни орден, Велики крст Реда оживљавања Пољске. Јула 2005. године, кћерка Рејевског, Јанина Силвестржак, примила је у његово име Ратну медаљу 1939–1945 од начелника Британског штаба одбране. Рејевски је 1. августа 2012. године постхумно добио награду Ноултон Удружења америчког војног обавештајног корпуса; његова кћерка Јанина примила је награду у Марјановом родном граду Бидгошчу 4. септембра 2012. године. Рејевски је номинован за награду НАТО савезника командне контраобавештајне службе.
Године 2009, пољска пошта издала је серију од четири комеморативне марке, од којих је једна представљала Рејевског и колеге математичаре-криптологе Јежија Ружицког и Хенрика Зигалског.
Институт инжењера електротехнике и електронике је 5. августа 2014. године одао је признање Рејевском, Ружицком и Зигалском престижном наградом Мајлстон, која признаје достигнућа која су променила свет.
Тространи бронзани споменик испред Царског дворца у Познању 2007. године посвећен је Рејевском, Ружицком и Зигалско. Свака страна носи име једног од три пољска математичара која су разбила Енигмину шифру.
Рејевски и његове колеге били су хероји трилер филма Sekret Enigmy („Тајна Енигме”) о решавању Енигмине шифре од стране Пољака. Крајем 1980. године, појавили су се и пољској телевизијској серији са сличном темом, Tajemnice Enigmy („Тајне Енигме”).